# Плохотнюк, Евгений Филиппович
Евге́ний Фили́ппович Плохотню́к (рум. Eugeniu Plohotniuc; род. 18 августа 1953, Багринешты, Флорештский район, Молдавия) — ректор Бельцкого государственного университета имени Алеку Руссо (2007—2010), заведующий кафедрой прикладной информатики.

## Образование
- Кишинёвский государственный университет, физический факультет (1970—1975),
- Институт радиотехники и электроники АН СССР (Москва), стажер-исследователь (1981—1982),
- Институт радиотехники и электроники АН СССР (Москва), аспирантура, кандидат физико-математических наук (1982—1986)
- Технический университет «Gh Асаки» (Румыния, Яссы), подготовка кадров в области компьютерной архитектуры (1996)
- Университет штата Иллинойс (США), подготовка кадров в области администрации, судебный процесс в университете (2002).

## Должности
- лаборант лаборатории оптики и спектроскопии Департамента лаборатории (государственный университет, Кишинёв) (1974—1975),
- старший лаборант департаментa оптики и спектроскопии (1975—1978),
- помощник председателя технических дисциплин (ПИ «А. Руссо») (1978—1981);
- стажёр-исследователь (Институт радиотехники и электроники АН СССР, Москва) (1981—1982),
- доктор физико-математических наук (Институт радиотехники и электроники АН СССР, Москва) (1982—1986),
- преподаватель кафедры технические дисциплины (ИП «А. Руссо») (1986—1987),
- старший преподаватель кафедры технических дисциплин (1987—1989),
- доцент кафедры технических дисциплин (Государственный университет имени А. Руссо) (1989—1997),
- декан факультета общетехнических дисциплин (1990—1994),
- декан инженерного факультета физики, математики и компьютерных наук (Государственный университет имени А. Руссо") (1994—2003),
- адъюнкт-профессор кафедрой электроники и информатики (1997—1998),
- профессор электроники и компьютерных наук (1998—2003),
- начальник научно-исследовательская лаборатория «Радиофизики и электроники» (1999),
- эксперт Верховного консилиум научных исследований и технологии правительства республики Молдова (2000—2004),
- доцент кафедры прикладной информатики и информационных технологий (2003),
- заведующий кафедрой прикладной информатики и информационных технологий (2003)
- учёный-секретарь университета Сената (2005—2007),
- ректор Бельцкого государственного университета им. Алеку Руссо (2007—2010).

## Награды
- Золотая медаль Международной выставки изобретений, исследований и передачи технологий (Яссы, 1994)
- Золотая медаль III Международной выставке изобретений, исследований и передачи технологий (Яссы, 1996);
- Медаль Бронзовая III Международной выставке изобретений, исследований и передачи технологий (Яссы, 1996),
- Диплом III уровня на Международном салоне молодежи «Инвент-творчество» (Кишинёв, 1996);
- Медаль, Генри Коанда "Cl.I Румынский Общества изобретателей и Института изобретений Румынии за отличие в создании техники (Яссы, 1998)
- Диплом III степени в международной специализированной выставке «INFOINVENT-99» (Кишинёв, 1999),
- Диплом степень в выставке-ярмарке Региональная специализированная (Бельцы, 2001),
- Орден «Трудовая слава» (Кишинёв, 2006).

## Публикации
- Свыше 90 научных статей и научно-методических разработок
- 5 учебных материалов, руководств и академических монографий
- Ionosphere and Applied Aspects of Radio Communication and Radar (с Н. Ш. Блаунштейном). CRC Press, 2008. — 600 p.